# Бердиев, Култай Хушманович
Култай Хушманович Бердиев — советский узбекистанский хозяйственный деятель, Герой Социалистического Труда.

## Биография
Родился в 1920 году в кишлаке Бешкапа. Член КПСС с 1943 года.
Участник Великой Отечественной войны: понтонёр 2-го гвардейского отдельного моторизованного понтонно-мостового батальона 4-й понтонно-мостовой бригады
В 1946—1952 — табельщик, в 1952—1958 — заведующий фермой, в 1958—1980 — бригадир колхоза «Ленинград» Ургутского района Самаркандской области.
Указом Президиума Верховного Совета СССР от 30 апреля 1966 года присвоено звание Героя Социалистического Труда с вручением ордена Ленина и золотой медали «Серп и Молот».
Умер после 1985 года.

## Награды и звания
- Герой Социалистического Труда (30.04.1966)
- Орден Ленина (30.04.1966)
- Орден Отечественной войны II степени (06.04.1985)
- Орден Красной Звезды (15.11.1943, 13.05.1945)